# Фауна Канади

Положення Канади на земній кулі

Тваринний світ Канади вважається досить різноманітним, оскільки Канада має кілька екосистем, починаючи від пишних лісів Британської Колумбії, прерій в Західній Канаді до тундри в Північній Канаді. Великі площі землі, мала щільність населення і цілинні землі Канади є важливим місцем існування для багатьох тварин. Канада є домом для приблизно 70 000 відомих видів рослин і тварин і, можливо, багато інших, які ще належить відкрити.

## Хребетні

### Ссавці
Ссавців можна знайти у всіх регіонах Канади. Члени семи рядів ссавців мешкають в Канаді: Хижі, Китопарнокопитні, Рукокрилі, Комахоїдні, Зайцеподібні, Гризуни й Опосумоподібні, представлені єдиним видом. Через великі дикі простори, Канада є домом для багатьох великих ссавців, наприклад, Вовк і Ведмідь бурий, Карибу, Лось, Росомаха і Вівцебик. Іншими відомими канадськими ссавцями є Рись канадська і Бобер канадський, який є офіційним символом Канади.

### Птахи
Канадська орнітофауна включає понад 500 видів, 17 рядів. Двома найбагатшими рядами в Канаді є Горобцеподібні і Сивкоподібні. Найвідомішими птахами є Казарка канадська, Сова біла, Крук і Американський журавель, чия місцевість для розмноження охороняється в Вуд-Буффало.

### Рептилії
На території Канади проживає близько 40 видів рептилій, що належать до двох рядів: Лускаті (ящірки та змії) й Черепахи. Більшість канадських змій є членами родин Вужеві, Крім того, в західних провінціях Альберта і Британська Колумбія живуть Ямкоголові. Також у Британській Колумбії мешкає єдиний канадський вид удавових, Гумова змія. Усі види ящірок живуть уздовж південного кордону Канади. Канада також має 11 видів черепах. Загальнопоширеною черепахою в Канаді є Розписана черепаха, яку можна знайти в провінціях Альберта, Британська Колумбія, Манітоба, Нью-Брансвік, Нова Шотландія, Онтаріо, Квебек, Саскачеван.

### Амфібії
Канада має два ряди амфібій, Безхвості та Хвостаті. Жодна з амфібій не живе у 3 провінція північної Канади, зате в інших 10 провінціях можна зустріти цей клас тварин. Відомі хвостаті Канади включають в себе поширену Ambystoma maculatum і рідкісного Dicamptodon tenebrosus. Безхвості (представлені 5 родинами, що мешкають в канаді) знаходяться в кожному регіоні Канади, хоча і більше їх на півдні.

### Риби
Річки Канада славиться своїми щорічними пробігами атлантичного лосося на східному узбережжі і тихоокеанського лосося на західному узбережжі. Канада багата прісноводними озерами і струмками, які є домом для таких риб як Пструг райдужний, Палія арктична і Палія американська. Інвазивні види, такі як представники міногових і Тригранка загрожують цим місцевим видам. Існує також значний комерційний промисел багатьох солоноводних видів, у тому числі атлантичної тріски, пікші і палтуса.

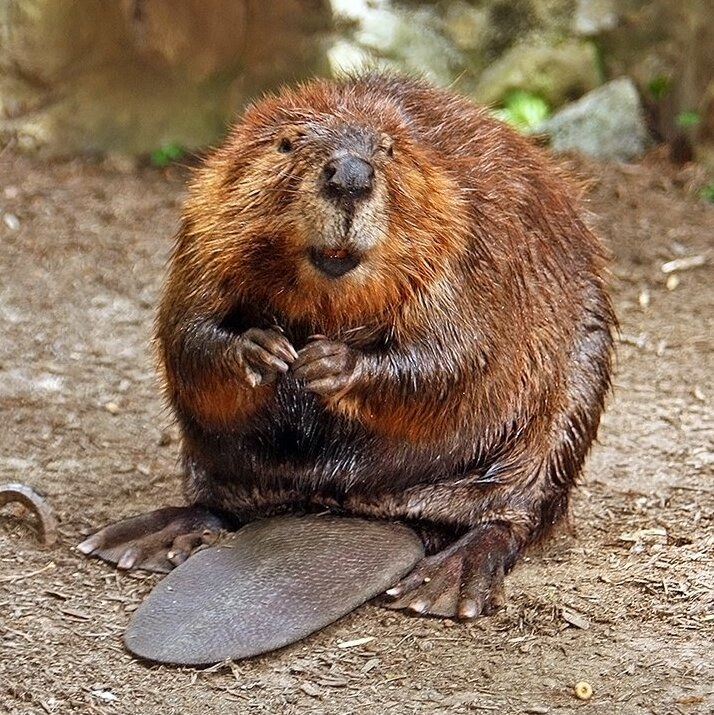
Бобер канадський
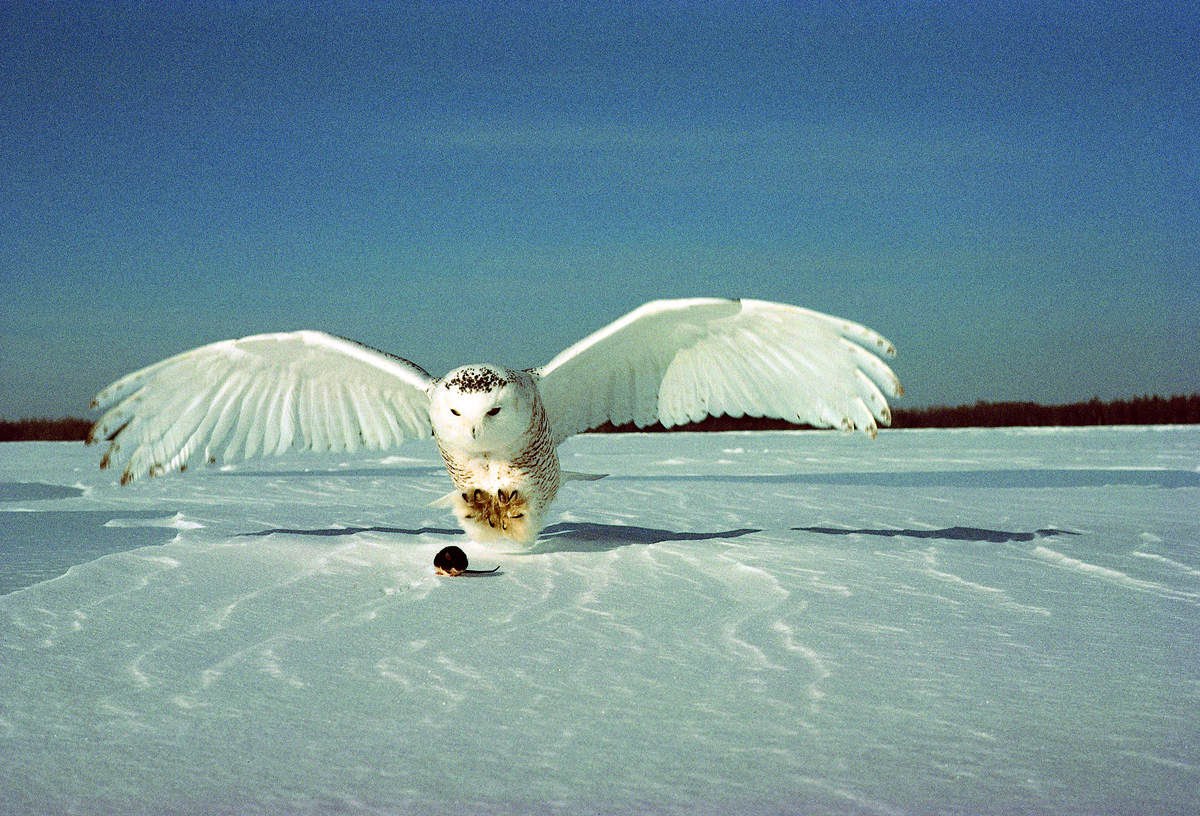
Сова біла
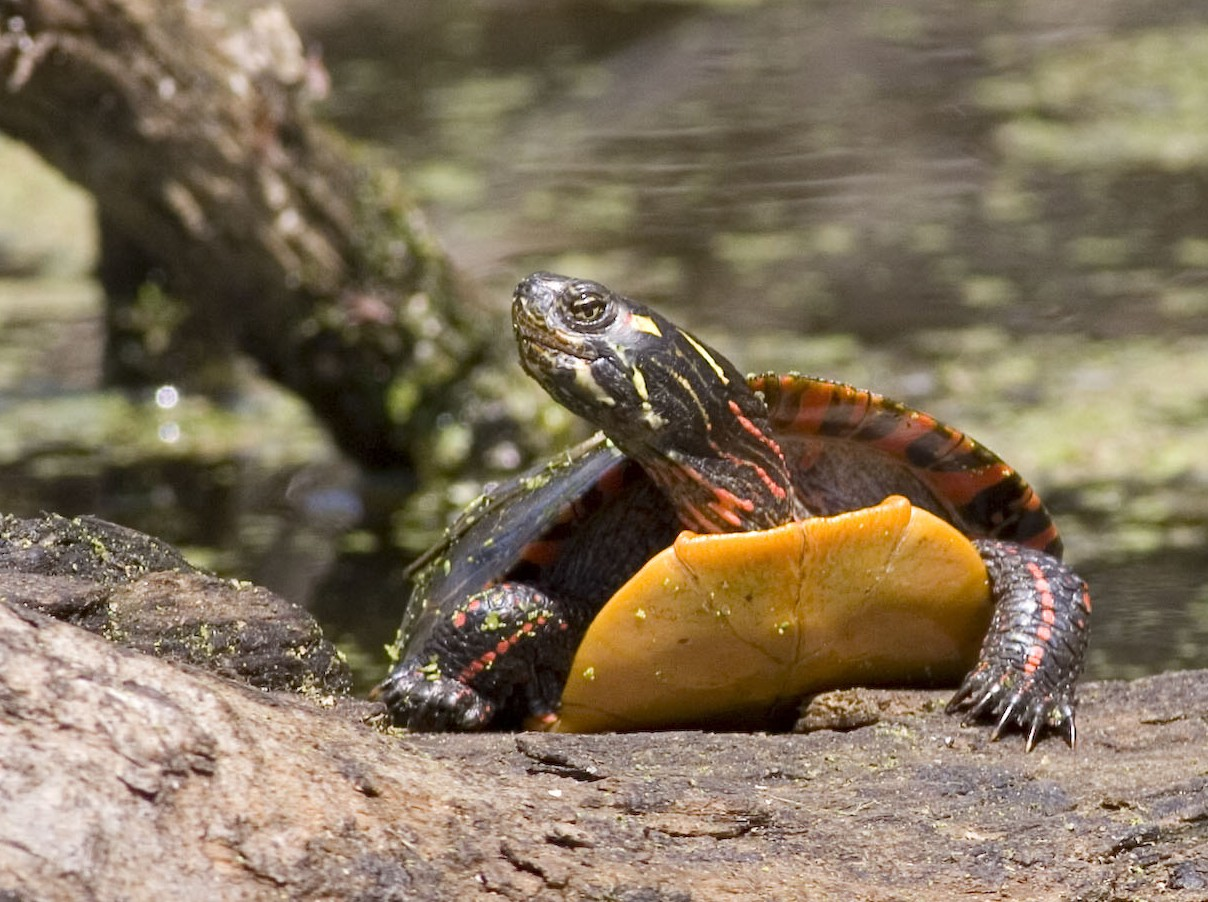
Розписана черепаха
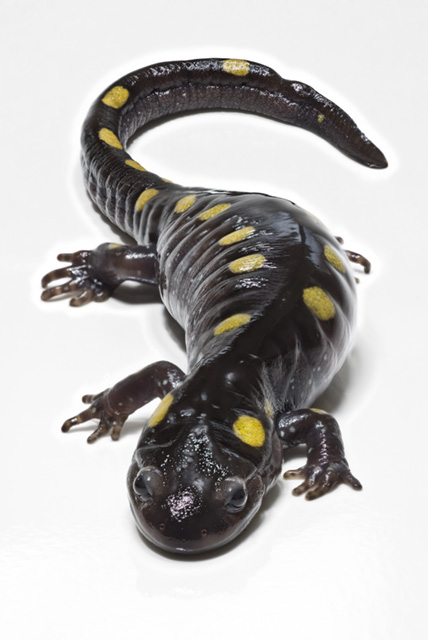
Американська плямиста саламандра
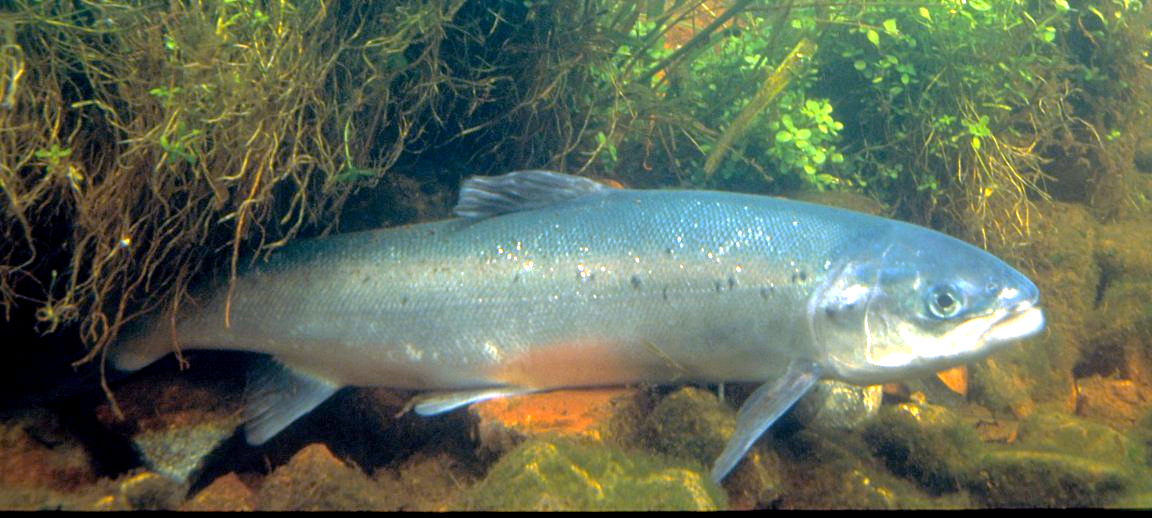
Лосось атлантичний

## Безхребетні

### Кнідарії
Кнідарії представлені видом актиній Nematostella vectensis, популяції якого знаходяться в Новій Шотландії.

### Членистоногі та молюски
Не зважаючи на відносно холодний клімат у фауні Канади також присутні членистоногі та молюски.

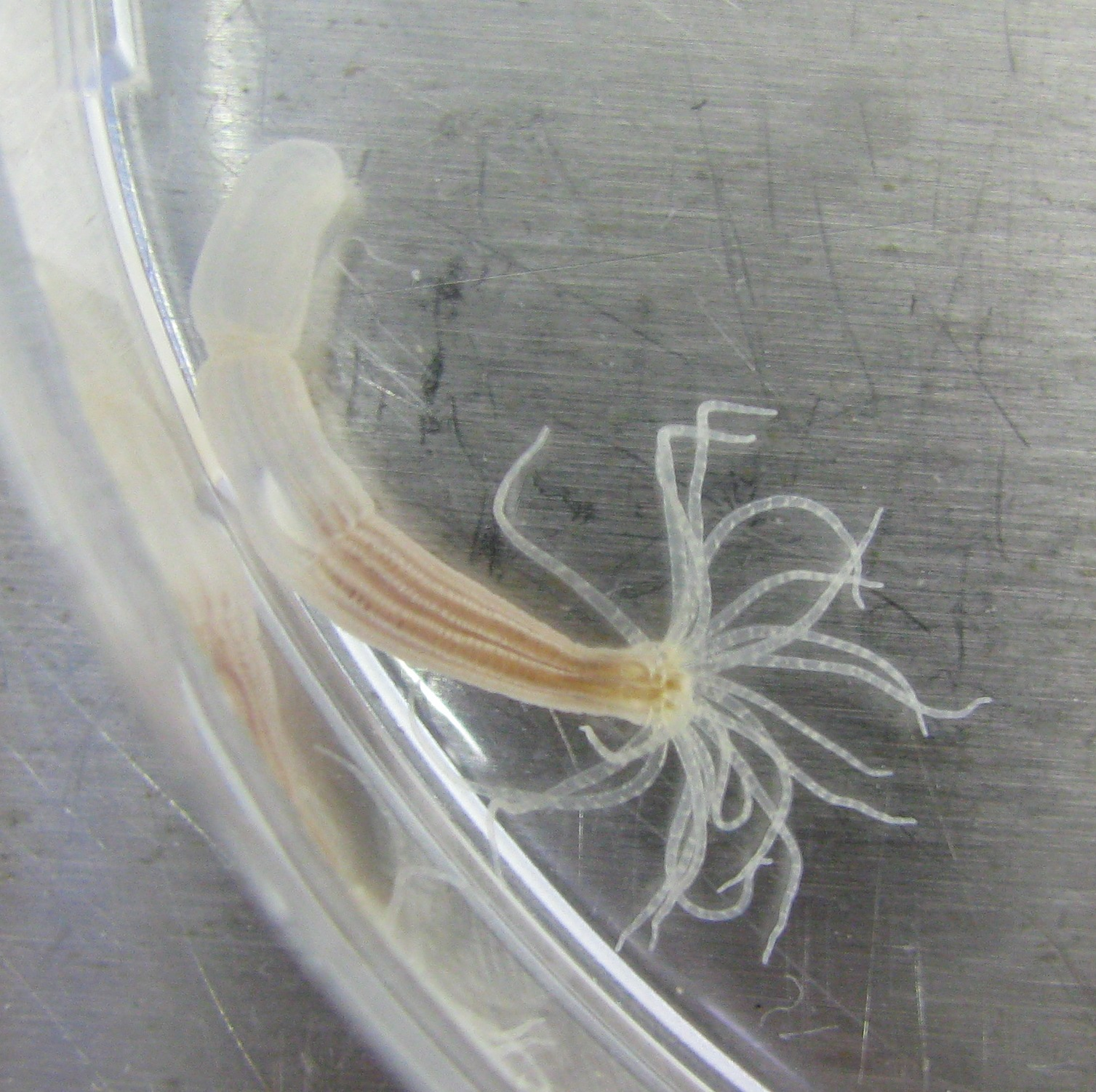
Nematostella vectensis
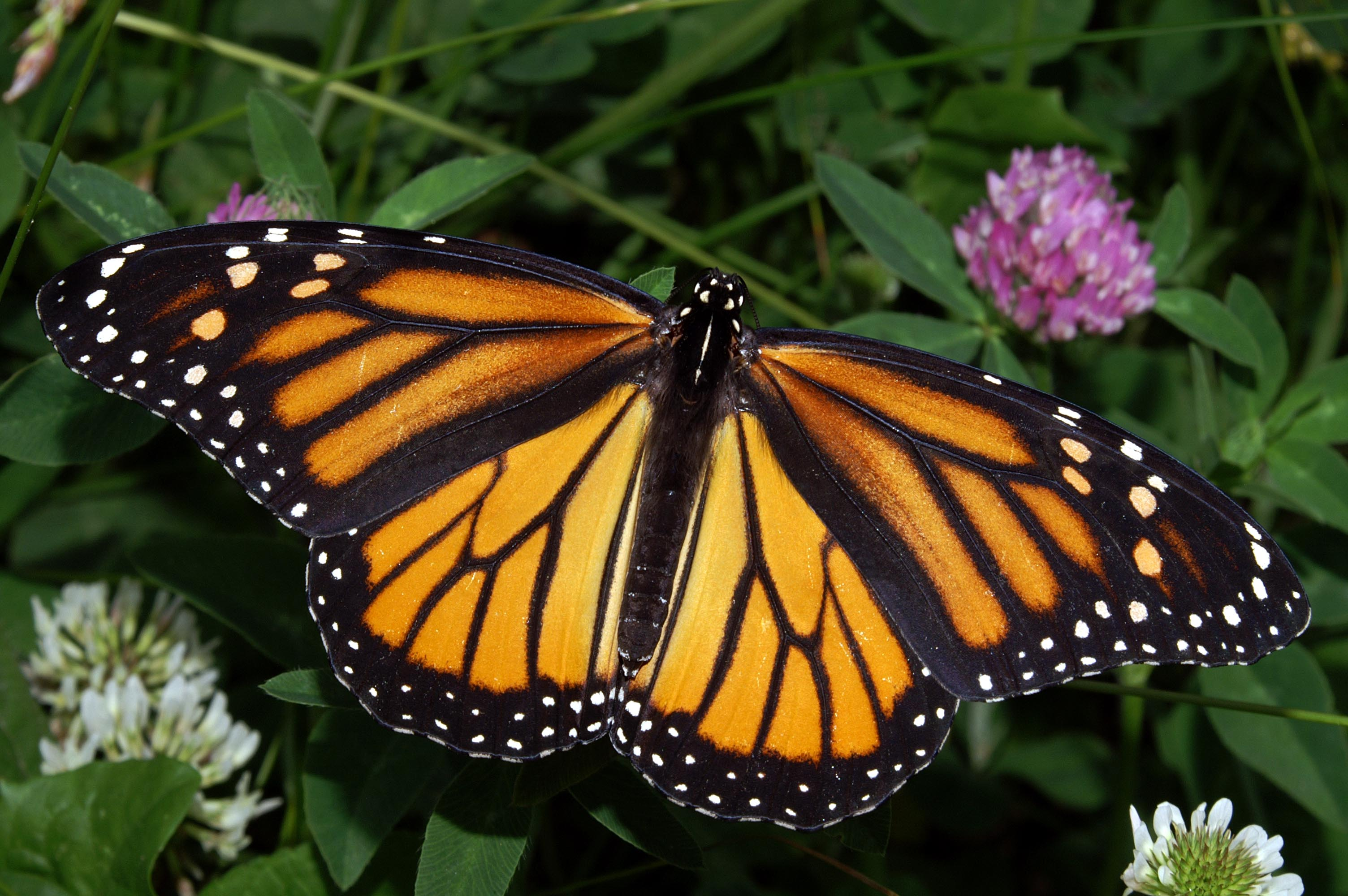
Danaus plexippus
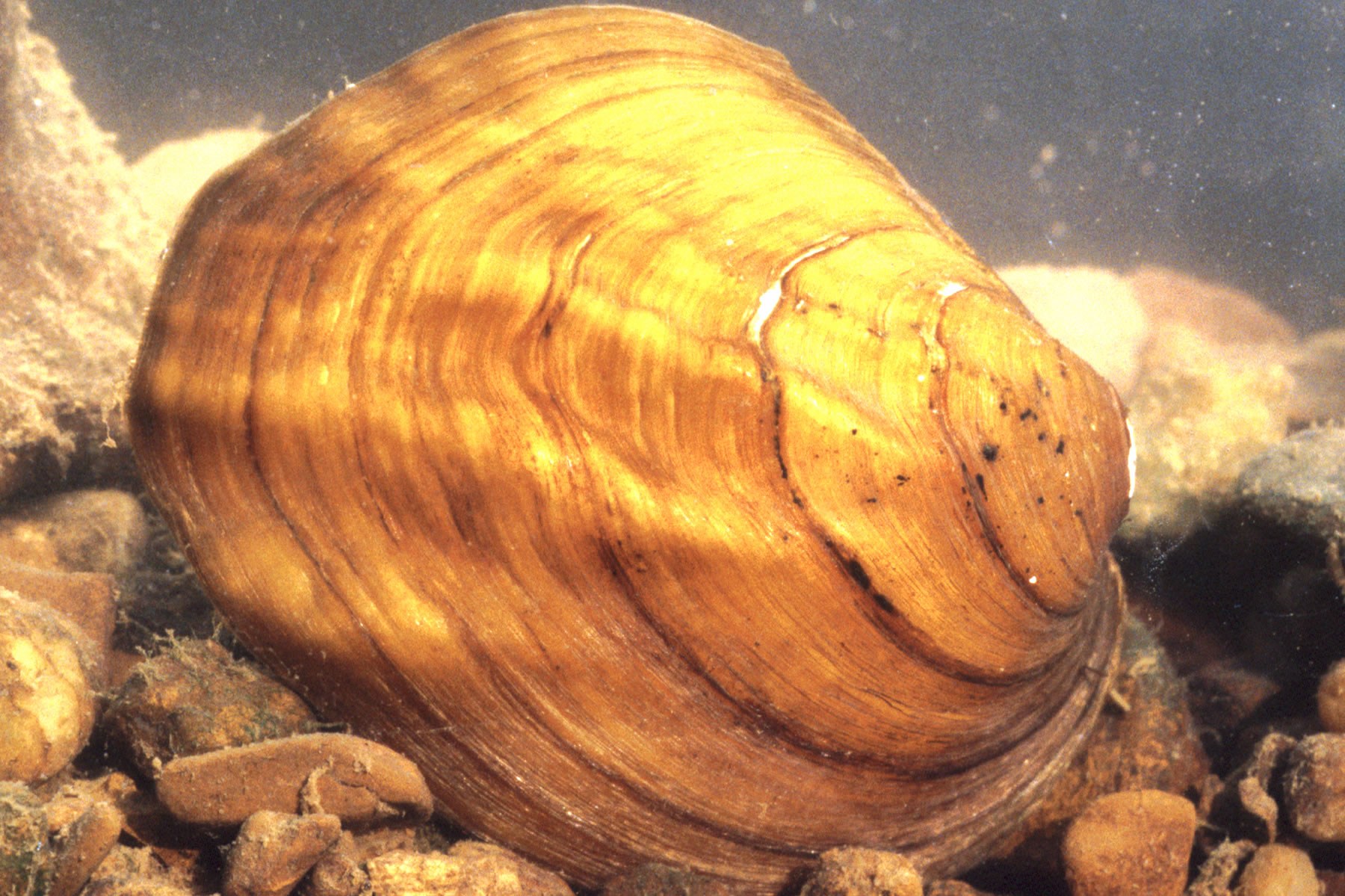
Amblema plicata

### Українською
- Атлас світу / голов. ред. І. С. Руденко ; зав. ред. В. В. Радченко ; відп. ред. О. В. Вакуленко. — К. : ДНВП «Картографія», 2005. — 336 с. — ISBN 9666315467.
- Атлас. 7 клас. Географія материків і океанів / Укладачі О. Я. Скуратович, Н. І. Чанцева. — К. : ДНВП «Картографія», 2014.
- Бєлозоров С. Т. Географія материків. — К. : Вища школа, 1971. — 371 с.

### Російською
- (рос.) Сандерсон И. Северная Америка. — М. : Прогресс, 1979. — 304 с. — (Континенты, на которых мы живем)
- (рос.) Физико-географический атлас мира. — М. : Академия наук СССР и Главное управление геодезии и картографии ГУГК СССР, 1964. — 298 с.